# Great Mazinger
 (juillet 2018).
Si vous disposez d'ouvrages ou d'articles de référence ou si vous connaissez des sites web de qualité traitant du thème abordé ici, merci de compléter l'article en donnant les références utiles à sa vérifiabilité et en les liant à la section « Notes et références ».
Great Mazinger (グレートマジンガー, Gurēto Majingā) est une série japonaise de manga, adaptée en anime, et conçue par Go Nagai. Elle est la suite immédiate de Mazinger Z. L'anime, comptant 56 épisodes, fut diffusé au Japon en 1974. Si la série obtint moins de succès que Mazinger Z, elle n'en est pas moins considérée comme un classique du genre.

## L'histoire
Tetsuya Tsurugi (Antarès en français) est un orphelin élevé par le professeur Kenzo Kabuto (père de Koji Kabuto - Alcor en français - , le héros de Mazinger Z), qui s'est fait lui-même passer pour mort afin de mieux préparer la défense de la terre contre des invasions. Le père du professeur Kenzo Kabuto avait mis au point le robot géant Mazinger Z, son fils crée Great Mazinger, une version encore plus puissante du même robot et entraîne Tetsuya à le piloter. Devenu adulte, Tetsuya est prêt à affronter la menace de l'empire de Mykene, un peuple humanoïdes venus du centre de la terre. Mazinger Z étant dépassé par ces nouveaux envahisseurs, Great Mazinger arrive à temps pour le sauver.
Koji étant parti terminer ses études à la NASA, Tetsuya se retrouve à l'avant-poste pour lutter contre l'empire de Mykene et ses attaques régulières de monstres mécaniques géants.

## Rapport avec Ufo Robot Grendizer (Goldorak)
Great Mazinger apparaît aux côtés de Goldorak dans les deux épisodes cross-over "Goldorak contre Great Mazinger" (1976) et "L'attaque du Dragosaure" (1976).

## Diffusion
Diffusée en Italie et dans de nombreux pays occidentaux, la série est restée inédite en France.

## Manga
Le manga a eu droit à plusieurs éditions au Japon. En France, à défaut d'avoir eu la série animée, l'éditeur Black Box a publié les mangas.